# Leben II
Leben II ist das siebte Soloalbum des Frankfurter Rappers Azad. Es erschien am 15. Januar 2016 über sein eigenes Label Bozz Music als Standard- und Limited-Edition, inklusive Bonus-EP, Instrumentals, Kette und Sturmhaube.

## Produktion
An der Produktion des Albums waren neben Azad selbst auch die Musikproduzenten X-plosive, Brisk Fingaz, Gee Futuristic, Hookbeats, m3 und Nowak beteiligt.

## Covergestaltung

Azad-Logo

Das Albumcover zeigt einen Säugling, der inmitten von schwarzen Schlangen in Embryostellung schläft. Im oberen Teil des Bildes befindet sich das Logo von Azad in Weiß.

## Gastbeiträge
Auf fünf bzw. sechs Liedern des Albums sind neben Azad andere Künstler vertreten. So ist der Rapper MoTrip am Song RAP beteiligt, während der Rapper Blut & Kasse auf Blind zu hören ist. Der Track 187 ist eine Kollaboration mit den Hamburger Rappern Gzuz und Bonez MC von der 187 Strassenbande. Azads Frankfurter Kollege Jeyz tritt auf dem Titel Werte in Erscheinung und bei Weltbild arbeitet er mit dem Duo Schatten und Helden zusammen. Außerdem hat der Mannheimer Sänger Xavier Naidoo einen Gastauftritt auf dem Bonussong Liebe & Hass.

## Titelliste
| #  | Titel           | Gastmusiker         | Länge |
| -- | --------------- | ------------------- | ----- |
| 1  | Intro           |                     | 1:28  |
| 2  | Dreh ab         |                     | 3:06  |
| 3  | T-Rex           |                     | 3:02  |
| 4  | Brenn           |                     | 2:49  |
| 5  | RAP             | MoTrip              | 3:40  |
| 6  | 187             | Gzuz und Bonez MC   | 2:49  |
| 7  | Werte           | Jeyz                | 3:45  |
| 8  | Blind           | Blut & Kasse        | 4:09  |
| 9  | Narben & Tränen |                     | 3:06  |
| 10 | Phoenix II      |                     | 3:57  |
| 11 | Veritas (Skit)  |                     | 1:38  |
| 12 | Nicht wie ihr   |                     | 2:42  |
| 13 | Kaiserrap       |                     | 3:21  |
| 14 | Manifest        |                     | 3:20  |
| 15 | Weltbild        | Schatten und Helden | 3:18  |
| 16 | Who the Bozz?   |                     | 2:28  |

Bonus-EP der Limited-Edition:
| # | Titel        | Gastmusiker   | Länge |
| - | ------------ | ------------- | ----- |
| 1 | Zu Baba      |               | 2:35  |
| 2 | Spitbull     |               | 2:52  |
| 3 | Das is’ A    |               | 3:15  |
| 4 | Liebe & Hass | Xavier Naidoo | 3:16  |
| 5 | Somehow      |               | 3:22  |

## Chartplatzierungen und Singles
Leben II stieg am 22. Januar 2016 auf Platz 1 in die deutschen Charts ein, womit Azad erstmals die Spitze mit einem Album erreichte. Der Tonträger konnte sich sechs Wochen in den Top 100 halten. In den deutschen Albumcharts des Jahres 2016 belegte es Rang 67 und in den HipHop-Jahrescharts Platz 12.
Vor Erscheinen des Albums wurden die Lieder Dreh ab, RAP, Phoenix II und Weltbild als Singles zum Download veröffentlicht. Außerdem erschien am 18. Januar 2016 ein Musikvideo zu Kaiserrap.

## Rezeption
| Professionelle Bewertungen | Professionelle Bewertungen |
| -------------------------- | -------------------------- |
| Kritiken                   |                            |
| Quelle                     | Bewertung                  |
| laut.de                    | [ 6 ]                      |
| rappers.in                 | [ 7 ]                      |

Die Internetseite laut.de gab dem Album vier von möglichen fünf Punkten:

„"Ich beiß’ alles weg wie ein T-Rex." Azad kultiviert, wie eigentlich fast alle anderen, die zu gern den harten Max mimen, seine kompromisslose Ich-fick-sie-alle-Attitüde. Ganz anders als bei den meisten anderen erweckt er aber nie den Eindruck, sein "flächendeckendes Zerfickungsprogramm" als eine Art Präventivschlag zu nutzen, damit nur ja niemand einen Blick auf die eigentlich doch ganz zarte Seele hinter den ganzen Großmäuligkeiten erhascht. "Ich reiß' mein Herz aus der Brust, zeig' euch die Wunden", verfolgt Azad den genau gegenteiligen Ansatz. […] Die leise Befürchtung, das erste Azad-Album nach all den Jahren doch irgendwie mittelprächtig finden zu müssen, hat "Leben 2" genauso pulverisiert wie die unterdessen doch hier und da aufgekeimten Zweifel daran, ob es Azad denn wirklich noch drauf hat. "Wenn das As wiederkommt, ist auch egal, wer hier der King ist."“

Auf rap.de wurde das Album ebenfalls positiv bewertet:

„Alles auf „Leben 2“ wirkt bis ins Detail durchdacht. Das musikalische Werk im Ganzen kokettiert mit dem Flavour der New Yorker Ära Mitte/Ende der Neunziger. Und das gelingt. Keine Silbe zu viel, kein Soundelement, welches die Atmosphäre eines Tracks stören bzw. diese nicht voll zur Geltung bringen würde. […] Melancholie, gepaart mit Härte und dem immer darin schlummernden Funken Hoffnung, Ehrlichkeit, Authentizität und die bedingungslose Liebe zum Rap – all das zeichnete Azad auf seinem Weg bis hin zu „Leben 2“ aus. Und er hat es geschafft diese Faktoren wieder in ein schlüssiges Gesamtwerk zu packen, welches tatsächlich durchaus Klassiker-Potenzial besitzt. „Leben 2“ beweist, dass Rap von der Straße nicht zwangsläufig Money, Bitches, Drogen oder Gewalt glorifizieren muss, nein, er kann auch einfach nur real sein.“

Auch das Magazin MZEE bewertete das Album positiv. Der Redakteur Sven Aumiller betrachtete Leben II als ein Gesamtkunstwerk, das über die gesamte Länge des Albums den Hörer „in den Bann zieht und kaum noch loslässt.“